# Une nuit terrible
Une nuit terrible is een Franse stomme film uit 1896. De film werd geregisseerd door Georges Méliès.

## Verhaal
Een man (Méliès) gaat naar bed. Hij schrikt plots wakker als er een reuzengroot insect over hem kruipt. Hij vernietigt het insect met een bezem en door er op te trappen. Maar nog andere kleinere insecten kruipen in zijn bed waardoor hij niet meer kan slapen.